# 1990-es labdarúgó-világbajnokság-selejtező (UEFA – 6. csoport)
Az 1990-es labdarúgó-világbajnokság európai 6. selejtezőcsoportjának mérkőzéseit, és a csoport végeredményét tartalmazó lapja. A csoportban körmérkőzéses, oda-visszavágós rendszerben játszottak egymással a labdarúgó-válogatottak. A selejtezőket 1988. május 21. és 1989. november 15. között rendezték. Az első két helyezett automatikus résztvevője lett az 1990-es labdarúgó-világbajnokságnak.
A csoportban Észak-Írország, Írország, Magyarország, Málta és Spanyolország szerepelt.
Spanyolország végzett az első helyen és kijutott az 1990-es világbajnokságra, a második helyet pedig Írország szerezte meg és szintén kijutott a világbajnokságra.

## Tabella
| Hely. | Csapat         | M | Gy | D | V | G+ | G– | Gk  | P  | Továbbjutás                          |     | Spanyolország | Írország | Magyarország | Észak-Írország | Málta |
| ----- | -------------- | - | -- | - | - | -- | -- | --- | -- | ------------------------------------ | --- | ------------- | -------- | ------------ | -------------- | ----- |
| 1.    | Spanyolország  | 8 | 6  | 1 | 1 | 20 | 3  | +17 | 13 | Kijutott az 1990-es világbajnokságra |     | —             | 2–0      | 4–0          | 4–0            | 4–0   |
| 2.    | Írország       | 8 | 5  | 2 | 1 | 10 | 2  | +8  | 12 | Kijutott az 1990-es világbajnokságra |     | 1–0           | —        | 2–0          | 3–0            | 2–0   |
| 3.    | Magyarország   | 8 | 2  | 4 | 2 | 8  | 12 | −4  | 8  |                                      |     | 2–2           | 0–0      | —            | 1–0            | 1–1   |
| 4.    | Észak-Írország | 8 | 2  | 1 | 5 | 6  | 12 | −6  | 5  |                                      | 0–2 | 0–0           | 1–2      | —            | 3–0            |       |
| 5.    | Málta          | 8 | 0  | 2 | 6 | 3  | 18 | −15 | 2  |                                      | 0–2 | 0–2           | 2–2      | 0–2          | —              |       |

## Mérkőzések
| 1988. május 21. |

| Észak-Írország                  | 3 – 0       | Málta |
| ------------------------------- | ----------- | ----- |
| Quinn 14' Penney 23' Clarke 25' | Jegyzőkönyv |       |

| Windsor Park, Belfast Nézőszám: 9,000 Játékvezető: Carlos Silva Valente (portugál) |

| 1988. szeptember 14. |

| Észak-Írország | 0 – 0       | Írország |
| -------------- | ----------- | -------- |
|                | Jegyzőkönyv |          |

| Windsor Park, Belfast Nézőszám: 19,873 Játékvezető: Michel Vautrot (francia) |

| 1988. október 19. |

| Magyarország | 1 – 0       | Észak-Írország |
| ------------ | ----------- | -------------- |
| Vincze 84'   | Jegyzőkönyv |                |

| Népstadion, Budapest Nézőszám: 18,000 Játékvezető: Kurt Röthlisberger (svájci) |

| 1988. november 16. |

| Spanyolország             | 2 – 0       | Írország |
| ------------------------- | ----------- | -------- |
| Manolo 52' Butragueño 66' | Jegyzőkönyv |          |

| Estadio Benito Villamarín, Sevilla Nézőszám: 50,000 Játékvezető: Jurij Savcsenko (szovjet) |

| 1988. december 11. |

| Málta            | 2 – 2       | Magyarország          |
| ---------------- | ----------- | --------------------- |
| Busuttil 46' 90' | Jegyzőkönyv | Vincze 5' Kiprich 56' |

| Ta’ Qali Nemzeti Stadion, Attard Nézőszám: 9,964 Játékvezető: Jórgosz Kukulákisz (görög) |

| 1988. december 21. |

| Spanyolország                                                               | 4 – 0       | Észak-Írország |
| --------------------------------------------------------------------------- | ----------- | -------------- |
| Rogan 30' (öngól) Butragueño 55' Míchel 60' (11-esből) McDonald 64' (öngól) | Jegyzőkönyv |                |

| Estadio Ramón Sánchez-Pizjuán, Sevilla Nézőszám: 70,000 Játékvezető: Marcel van Langenhove (belga) |

| 1989. január 22. |

| Málta | 0 – 2       | Spanyolország                          |
| ----- | ----------- | -------------------------------------- |
|       | Jegyzőkönyv | Míchel 15' (11-esből) Beguiristain 49' |

| Ta’ Qali Nemzeti Stadion, Attard Nézőszám: 15,797 Játékvezető: David Syme (skót) |

| 1989. február 8. |

| Észak-Írország | 0 – 2       | Spanyolország          |
| -------------- | ----------- | ---------------------- |
|                | Jegyzőkönyv | Andrinúa 3' Manolo 84' |

| Windsor Park, Belfast Nézőszám: 15,000 Játékvezető: Dieter Pauly (nyugatnémet) |

| 1989. március 8. |

| Magyarország | 0 – 0       | Írország |
| ------------ | ----------- | -------- |
|              | Jegyzőkönyv |          |

| Népstadion, Budapest Nézőszám: 33,966 Játékvezető: Zoran Petrović (jugoszláv) |

| 1989. március 23. |

| Spanyolország                            | 4 – 0       | Málta |
| ---------------------------------------- | ----------- | ----- |
| Míchel 38' 68' (11-esből) Manolo 71' 80' | Jegyzőkönyv |       |

| Estadio Benito Villamarín, Sevilla Nézőszám: 41,500 Játékvezető: Georges Sandoz (svájci) |

| 1989. április 12. |

| Magyarország        | 1 – 1       | Málta       |
| ------------------- | ----------- | ----------- |
| Boda 49' (11-esből) | Jegyzőkönyv | Busuttil 7' |

| Népstadion, Budapest Nézőszám: 25,000 Játékvezető: Aryeh Frost (izraeli) |

| 1989. április 26. |

| Málta | 0 – 2       | Észak-Írország         |
| ----- | ----------- | ---------------------- |
|       | Jegyzőkönyv | Clarke 55' O’Neill 73' |

| Ta’ Qali Nemzeti Stadion, Attard Nézőszám: 15,150 Játékvezető: Ștefan Dan Petrescu (román) |

| 1989. április 26. |

| Írország           | 1 – 0       | Spanyolország |
| ------------------ | ----------- | ------------- |
| Míchel 15' (öngól) | Jegyzőkönyv |               |

| Lansdowne Road, Dublin Nézőszám: 49,600 Játékvezető: Horst Brummeier (osztrák) |

| 1989. május 28. |

| Írország               | 2 – 0       | Málta |
| ---------------------- | ----------- | ----- |
| Houghton 32' Moran 55' | Jegyzőkönyv |       |

| Lansdowne Road, Dublin Nézőszám: 48,928 Játékvezető: José Rosa dos Santos (portugál) |

| 1989. június 4. |

| Írország                  | 2 – 0       | Magyarország |
| ------------------------- | ----------- | ------------ |
| McGrath 33' Cascarino 80' | Jegyzőkönyv |              |

| Lansdowne Road, Dublin Nézőszám: 48,600 Játékvezető: Egil Nervik (norvég) |

| 1989. szeptember 6. |

| Észak-Írország | 1 – 2       | Magyarország          |
| -------------- | ----------- | --------------------- |
| Whiteside 89'  | Jegyzőkönyv | Kovács 13' Bognár 44' |

| Windsor Park, Belfast Nézőszám: 8,000 Játékvezető: Erik Fredriksson (svéd) |

| 1989. október 11. |

| Írország                              | 3 – 0       | Észak-Írország |
| ------------------------------------- | ----------- | -------------- |
| Whelan 42' Cascarino 48' Houghton 57' | Jegyzőkönyv |                |

| Lansdowne Road, Dublin Nézőszám: 46,800 Játékvezető: Pietro D’Elia (olasz) |

| 1989. október 11. |

| Magyarország   | 2 – 2       | Spanyolország          |
| -------------- | ----------- | ---------------------- |
| Pintér 38' 82' | Jegyzőkönyv | Salinas 30' Míchel 35' |

| Népstadion, Budapest Nézőszám: 30,000 Játékvezető: George Courtney (angol) |

| 1989. november 15. |

| Spanyolország                                     | 4 – 0       | Magyarország |
| ------------------------------------------------- | ----------- | ------------ |
| Manolo 7' Butragueño 24' Juanito 40' Fernando 63' | Jegyzőkönyv |              |

| Estadio Ramón Sánchez-Pizjuán, Sevilla Nézőszám: 20,000 Játékvezető: Gérard Biguet (francia) |

| 1989. november 15. |

| Málta | 0 – 2       | Írország                    |
| ----- | ----------- | --------------------------- |
|       | Jegyzőkönyv | Aldridge 31' 68' (11-esből) |

| Ta’ Qali Nemzeti Stadion, Attard Nézőszám: 21,942 Játékvezető: Jaap Uilenberg (holland) |

## Góllövőlista
| 5 gólos - Manolo - Míchel 3 gólos - Carmel Busuttil - Emilio Butragueño 2 gólos - Pintér Attila - Vincze István - John Aldridge - Tony Cascarino - Ray Houghton - Colin Clarke 1 gólos - Boda Imre - Bognár György - Kiprich József - Kovács Kálmán | - Paul McGrath - Kevin Moran - Ronnie Whelan - Michael O’Neill - Steve Penney - Jimmy Quinn - Norman Whiteside - Genar Andrinúa - Txiki Begiristain - Fernando - Juanito - Julio Salinas 1 öngólos - Alan McDonald (Spanyolország ellen) - Anton Rogan (Spanyolország ellen) - Míchel (Írország ellen) |